# Famenne Ardenne Classic 2025
La 7e édition de la Famenne Ardenne Classic a lieu le dimanche 4 mai 2025 autour de Marche-en-Famenne en Belgique (province de Luxembourg) sur une distance de 195,7 km. Elle fait partie du calendrier UCI Europe Tour 2025 en catégorie 1.1. 

## Parcours
Partant de la ville de Marche-en-Famenne, au nord de la province de Luxembourg, le tracé est constitué d'une grande boucle de 123 kilomètres passant par la côte de Nassogne, la ville de La Roche-en-Ardenne, la côte d'Ortho, la côte de Filly, un second passage à La Roche-en-Ardenne, la côte de Waharday et la côte de Roy pour revenir à Marche-en-Famenne avec un premier passage sur la ligne d'arrivée située sur l'avenue de la Toison d'Or. Ensuite, les coureurs accomplissent trois fois le circuit local de 24 kilomètres passant à Waha et Hollogne, grimpant la côte de Roy et traversant les localités de Charneux, Harsin, Hargimont et Marloie. La côte de Roy (2,3 km avec une pente moyenne de 4,8 %) est franchie pour la dernière fois à une quinzaine de kilomètres de l'arrivée à Marche-en-Famenne.

## Équipes
| WorldTeams (4)- Alpecin-Deceuninck - Cofidis - Intermarché-Wanty - XDS Astana Team ProTeams (9)- Equipo Kern Pharma - Wagner Bazin WB - Lotto - Q36.5 Pro Cycling Team - Team Flanders-Baloise - VF Group-Bardiani CSF-Faizanè - Team TotalEnergies - Unibet Tietema Rockets - Israel-Premier Tech Équipes continentales (10)- Red Bull-Bora-Hansgrohe Rookies - Lidl-Trek Future Racing - Van Rysel-Roubaix - Metec-Solarwatt p/b Mantel - Volkerwessels Cycling Team - BEAT Cycling - Team Technipes #inEmiliaRomagna - Tarteletto-Isorex - Voster ATS Team - General Store-Essegibi-F.lli Curia Équipe de cyclo-cross- Pauwels Sauzen-Cibel Clementines |
| |

## Classement final
| \| Classement général \| Classement général \| Classement général \| Classement général \| Classement général \| \| Coureur \| Coureur \| Pays \| Équipe \| Temps \| \| ------------------ \| ------------------ \| ------------------ \| ---------------------- \| ------------------ \| \| 1er \| Max Kanter \| Allemagne \| XDS Astana Team \| 4 h 23 min 23 s \| \| 2e \| Cees Bol \| Pays-Bas \| XDS Astana Team \| + 0 s \| \| 3e \| Arne Marit \| Belgique \| Intermarché-Wanty \| + 0 s \| \| 4e \| Émilien Jeannière \| France \| Team TotalEnergies \| + 0 s \| \| 5e \| Jensen Plowright \| Australie \| Alpecin-Deceuninck \| + 0 s \| \| 6e \| Hugo Hofstetter \| France \| Israel-Premier Tech \| + 0 s \| \| 7e \| Hugo Page \| France \| Intermarché-Wanty \| + 0 s \| \| 8e \| Pau Miquel \| Espagne \| Equipo Kern Pharma \| + 0 s \| \| 9e \| Lukáš Kubiš \| Slovaquie \| Unibet Tietema Rockets \| + 0 s \| \| 10e \| Milan Menten \| Belgique \| Lotto \| + 0 s \| |                   |           |                        |                 |
| |                   |           |                        |                 |
| |                   |           |                        |                 |
| Classement général |                   |           |                        |                 |
| Coureur | Coureur           | Pays      | Équipe                 | Temps           |
| 1er | Max Kanter        | Allemagne | XDS Astana Team        | 4 h 23 min 23 s |
| 2e | Cees Bol          | Pays-Bas  | XDS Astana Team        | + 0 s           |
| 3e | Arne Marit        | Belgique  | Intermarché-Wanty      | + 0 s           |
| 4e | Émilien Jeannière | France    | Team TotalEnergies     | + 0 s           |
| 5e | Jensen Plowright  | Australie | Alpecin-Deceuninck     | + 0 s           |
| 6e | Hugo Hofstetter   | France    | Israel-Premier Tech    | + 0 s           |
| 7e | Hugo Page         | France    | Intermarché-Wanty      | + 0 s           |
| 8e | Pau Miquel        | Espagne   | Equipo Kern Pharma     | + 0 s           |
| 9e | Lukáš Kubiš       | Slovaquie | Unibet Tietema Rockets | + 0 s           |
| 10e | Milan Menten      | Belgique  | Lotto                  | + 0 s           |